# 16 км (блокпост)
16 км — залізничний блокпост Луганської дирекції Донецької залізниці.
Розташована в смт. Байрачки, Перевальський район, Луганської області. Платформа розташована на лінії Родакове — Дебальцеве між станціями Мануїлівка (4 км) та Баронська (4 км).
Через військову агресію Росії на сході Україні транспортне сполучення припинене, водночас керівництво так званих ДНР та ЛНР заявляло про запуск електропоїзда сполученням Луганськ — Ясинувата, що підтверджує сайт Яндекс.